# مسجدهای تیموری
مسجدهایِ تَیموری اصطلاحی است که به مسجدهایِ مهم ساخته شده در دوره تیموریان در ایران (بین سال‌های ۱۳۷۰ تا ۱۵۰۲ میلادی/۷۷۲ تا ۹۰۸ قمری) گفته می‌شود. بیشتر مسجدهای تیموری در سمرقند، هرات، نیشابور، مشهد و تبریز قرار گرفته که برخی از آن‌ها اکنون خارج از مرزهای کنونی ایران است.

## ویژگی‌های معماریِ مسجدهای تیموری
سبکِ ساختنِ مسجدهای چهارایوانی و دارای صحن باز (حیاط)، که از دورهٔ سلجوقیان در ایران ساخته می‌شد، در معماریِ دورهٔ تیموریان به بهترین وجه باقی ماند. آثار بر جای مانده از مسجد تیمور در سمرقند دلالت بر این سبک دارد.
نقشهٔ مسجدهای تیموری از روی مسجد گوهرشاد مشهد (ساخته شده در سال ۸۲۱ قمری/۱۴۱۸ میلادی) نمایان است. مهندس قوام‌الدین شیرازی ناظر و سازنده این مسجد بوده و از معماریِ این مسجد پیداست که مهم‌ترین ویژگی هایِ معماریِ دوره تیموری توجه به ساختن ورودی‌هایی با دو دروازه یا درگاه است که بزرگی آن دو از دو مناره بلند برجی شکل بیشتر است. ساختن گنبدهایی با سبک ویژه نیز در دورهٔ تیموری معمول شد. این مسجد هم‌اکنون بخشی از آرامگاه امام رضا است.
با وجود این ویژگی‌ها، در ایران غیر از مسجدهای رایج با صحن باز، در دورهٔ تیموریان، با روشی دیگر نیز مسجدهایی ساخته شد. این نکته از مسجد جامع نیشابور (ساخته شده در ۸۸۹ قمری/۱۴۸۴ میلادی) و مسجد جامع کبود تبریز (ساخته شده در ۸۷۰ قمری/۱۴۶۵ میلادی) کاملاً پیداست. آثار بر جای مانده از مسجد جامع کبود، در تبریز، نشان می‌دهد که مسجد صحن بازنداشته و این مسجد دارای یک سرایِ میانیِ بزرگ بوده که به جای صحن گنبدی آن را می‌پوشاند. بر بالای سرای‌های کوچک اطراف آن نیز گنبدهای کوچک‌تری قرار گرفته‌است.

## مهم‌ترین مسجدهای تیموری
- مسجد تیمور در سمرقند
- مسجد گوهرشاد در مشهد ۸۲۱ ق/۱۴۱۸ م
- مسجد گوهرشاد در هرات
- مسجد جامع نیشابور ۸۸۹ ق/۱۴۸۴ م
- مسجد جامع کبود تبریز ۸۷۰ ق/۱۴۶۵ م